# Макошинский, Богдан
Богдан Макошинский (укр. Богдан Макошинський, годы рождения и смерти — неизвестны) — кошевой атаман, популярный среди запорожских казаков, трижды избирался гетманом Войска Запорожского (1584, 1586, 1594).
Вёл войны против османов и крымских татар, возглавлял морской поход в мае-июне 1594 года под Очаков против Турции.
После возвращения из похода в июле того же года на Базавлукской Сечи вёл переговоры с австрийским дипломатом, послом Эрихом Лясотой о приёме запорожцев на службу к императору Священной Римской империи Рудольфу II и ведении военных действий против Османской империи на стороне Австрии.